# Nothopsis rugosus
Nothopsis rugosus — вид змій родини полозових (Colubridae). Мешкає в Центральній і Південній Америці. Це єдиний представник монотипового роду Nothopsis.

## Поширення і екологія
Nothopsis rugosus мешкає на карибському узбережжі від Гондурасу до затоки Ураба в Колумбії та на тихоокеанському узбережжі від Коста-Рики до північно-західного Еквадору. Вони живуть у вочнозелених дощових лісах на рівнинах і в передгір'ях, зокрема у вторинних лісах, на висоті до 1000 м над рівнем моря. Живляться жабами, саламандрами і дрібними ящірками. Відкладають яйця.